# Adrian Ioana
Adrian Ioana (Târgu Jiu, 18 de janeiro de 1981) é um matemático romeno. É professor da Universidade da Califórnia em San Diego.
Ioana obteve um B.S. em matemática na Universidade de Bucareste em 2003, com um Ph.D. na Universidade da Califórnia em Los Angeles em 2007, orientado por Sorin Popa.
Por suas contribuições para a álgebra de von Neumann e teoria de representação de grupos, recebeu o Prêmio EMS de 2012. Foi palestrante convidado do Congresso Internacional de Matemáticos no Rio de Janeiro (2018: "Rigidity for von Neumann algebras").